# أم العواميد
أم العواميد قرية سوريّة تتبع إداريّاً لمحافظة ريف دمشق منطقة مركز ريف دمشق ناحية الكسوة، بلغ تعداد سكانها 250 نسمة حسب التعداد السكاني لعام 2004.